# Cazavet
Cazavet település Franciaországban, Ariège megyében. Lakosainak száma 192 fő (2022. január 1.). Cazavet Balaguères, Caumont, Montgauch, Prat-Bonrepaux és Francazal községekkel határos.

## Népesség
A település népességének változása:
| Lakosok száma | 240  | 181  | 185  | 180  | 224  | 228  | 223  | 204  | 200  | 192  |
|               | 1968 | 1982 | 1990 | 2006 | 2013 | 2015 | 2017 | 2019 | 2020 | 2022 |